# الشعبة (الملاجم)

تعديل مصدري - تعديل

الشعبة هي إحدى قرى عزلة ال منصور الملاجم بمديرية الملاجم التابعة لمحافظة البيضاء، بلغ تعداد سكانها 533 نسمة حسب تعداد اليمن لعام 2004.